# John Young (calciatore)
John Young (Scozia, 3 novembre 1935) è un ex calciatore e allenatore di calcio scozzese.

## Carriera

### Calciatore
Cresciuto nel Loanhead Mayflower, nel 1958 venne ingaggiato dall'Hibernian, club con cui gioca quattro stagioni nella massima serie scozzese, scendendo in campo 41 volte e segnando due reti. Con il club di Edimburgo ottenne come miglior piazzamento il settimo posto nella stagione 1959-1960.
Nel 1962 passa al neo-retrocesso in cadetteria scozzese St. Johnstone, ottenendo l'immediato ritorno in massima serie.
Nel 1964 si trasferisce in Canada per giocare nel Toronto City, con cui vince la ECPSL del 1964.
Nel 1965 si trasferisce negli Stati Uniti d'America per giocare nei N.Y. Ukrainians con cui vince una U.S. Open Cup e due Cosmopolitan Soccer League.
Nella stagione 1971 passa al New York Cosmos, con cui raggiunge le semifinali della North American Soccer League.

### Allenatore
Lasciato il calcio giocato diviene assistente allenatore ai N.Y. Cosmos.
Nella stagione 1973 diviene l'allenatore e general manager dei Miami Toros. Nella seconda stagione con i Toros Young raggiunge la finale del torneo, persa ai rigori contro i Los Angeles Aztecs, ed ottiene il titolo individuale di miglior allenatore del campionato.
La stagione 1975, dopo aver lasciato la guida dei Toros nel febbraio dello stesso anno, lo vede alla guida dei Denver Dynamos, con cui otterrà il terzo posto della Central Division.

## Palmarès

### Calciatore
- Scottish Championship: 1

St. Johnstone:1962-1963
- Eastern Canada Professional Soccer League: 1

Toronto City:1964
- US Open Cup: 1

NY Ukrainians:1965
- Cosmopolitan Soccer League: 2

NY Ukrainians:1966, 1967

### Allenatore

#### Individuale
- NASL Coach of the Year: 1

1974